# Penaeus plebejus
El llagostí reial oriental, Penaeus plebejus és una espècie dendrobranquial comestible endèmica de l'est d'Austràlia. El seu nom científic és Melicertus plebejus o Penaeus plebejus. És capturat en pesca comercial o recreativa.

## Noms
Els llagostins orientals es comercialitzen a l'est d'Austràlia com a "gamba reial" sense qualificació. Al sud-est de Queensland, també es poden anomenar gambes Mooloolabah.
Les Nacions Unides per a l'Agricultura i l'Alimentació (FAO) mostra noms en francès i castellà directament traduïts de l'anglès "eastern royal prawn", tot i que el nom en anglès és "eastern king prawn".:49

## Taxonomia i sistemàtica
L'espècie fou descrita formalment per primera vegada per Wilhelm Hess en 1865, anomenant-la Penaeus plebejus (tipus local Sydney).:(p. 168, and tafel VII fig. 19) També fou descrita com Penaeus canaliculatus var. australiensis per Charles Spence Bate (1888). Waldo L. Schmitt (1926) descriví una espècie separada Penaeus maccullochi de la qual hom deia que diferia de P. plebejus en la naturalesa dels solcs de la coberta quitinosa; posteriorment van ser considerades la mateixa espècie.:217
El 1934, Martin Burkenroad va separar les espècies de closca acanalada (incloent P. plebejus) en un subgènere separat Penaeus (Melicertus). Els autors posteriors de 1949 a 1972 van separar subgèneres addicionals. El 1997, Pérez Farfante i Kensley van promoure els sis subgèneres a nivell de gènere, un enfocament que va ser seguit posteriorment per alguns autors però no per altres.
A partir de seqüències moleculars de gens ribosòmics i nuclears, Ma, Chan i Chu (2011) van trobar que Melicertus amb Marsupenaeus formaven un clade separat dels altres (sub)gèneres de Penaeus sensu lato. Tanmateix, a causa de la manca de trets morfològics que distingeixen els clades (sinapomorfies), van argumentar en contra de la creació de dos o tres [b] gèneres, i van proposar restaurar totes les espècies en un únic gènere Penaeus gran. Genèticament, M. plebejus està més estretament relacionat amb els llagostins occidentals, M. latisculatus i M. (lat.) hathor.
L'any 2022, el nom Penaeus plebejus és considerat com a "acceptat" per llistes de verificació com el Registre Mundial d'Espècies Marines. No obstant això, Melicertus plebejus és comú en la literatura científica recent, per la qual cosa a l'hora de buscar informació cal buscar ambdós noms.